# Epidendrum montigenum
Epidendrum dendrobioides là một loài thực vật có hoa trong họ Lan. Loài này được G.S. Ridl. ex Oliv. mô tả khoa học đầu tiên năm 1886.

## Hình ảnh

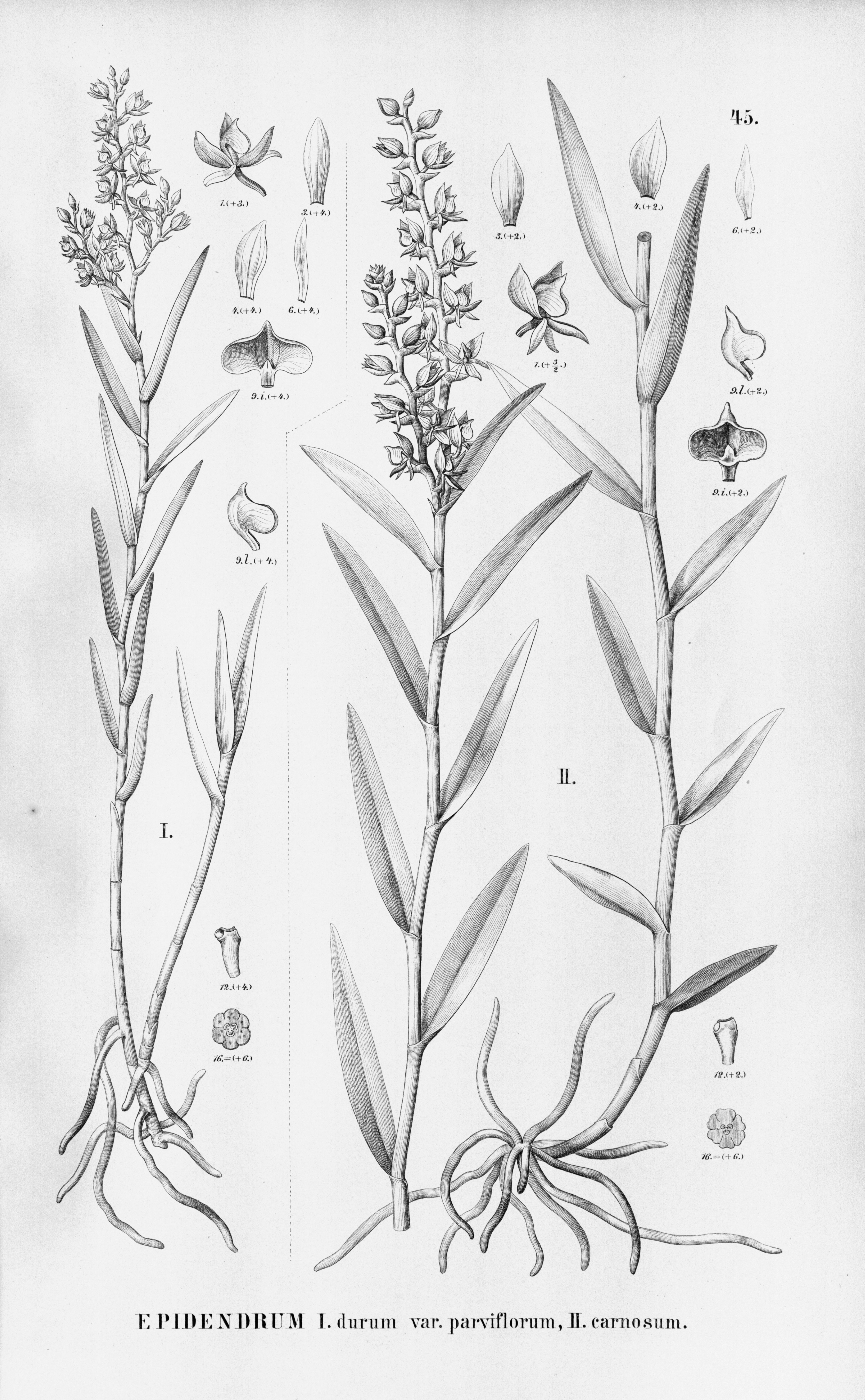
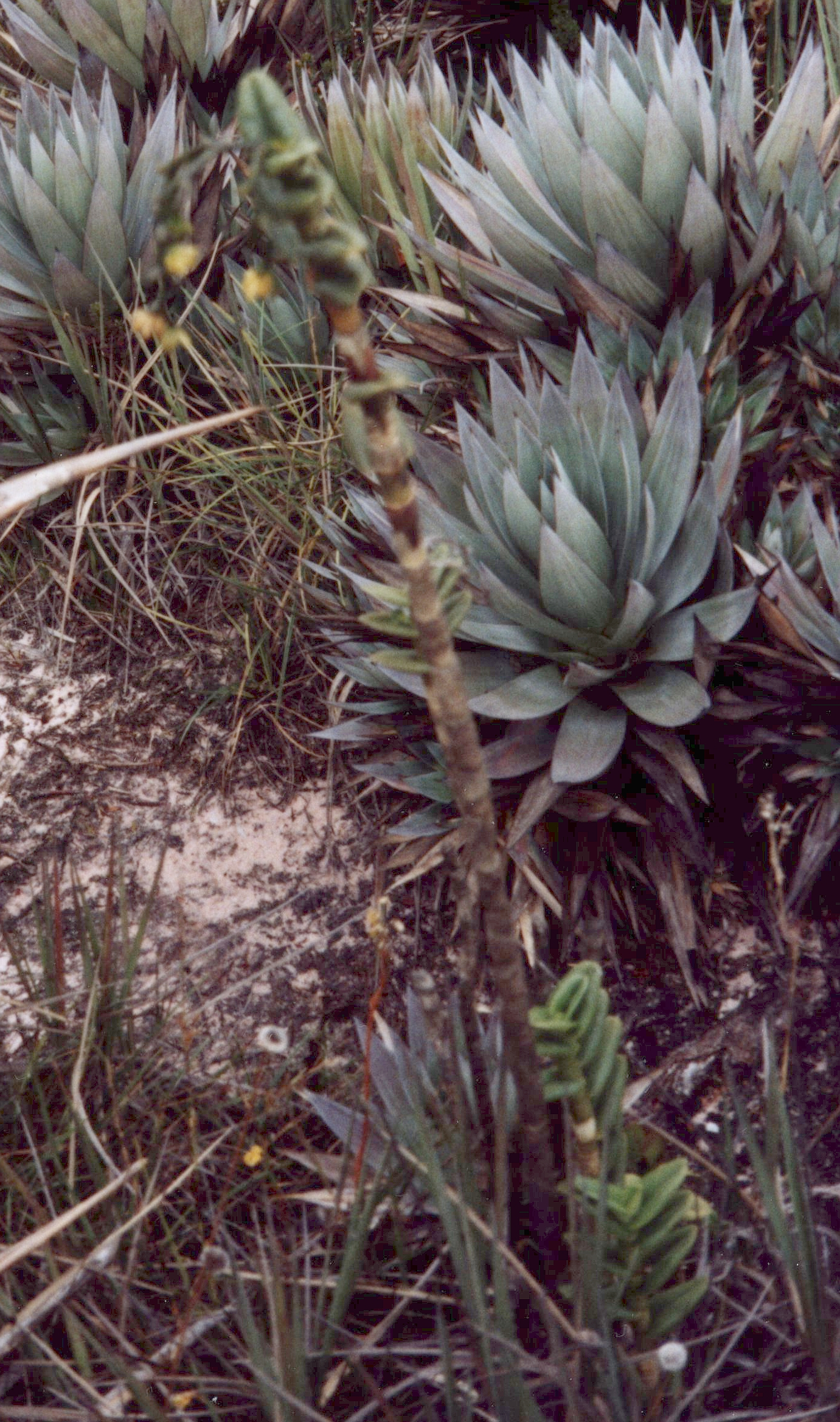
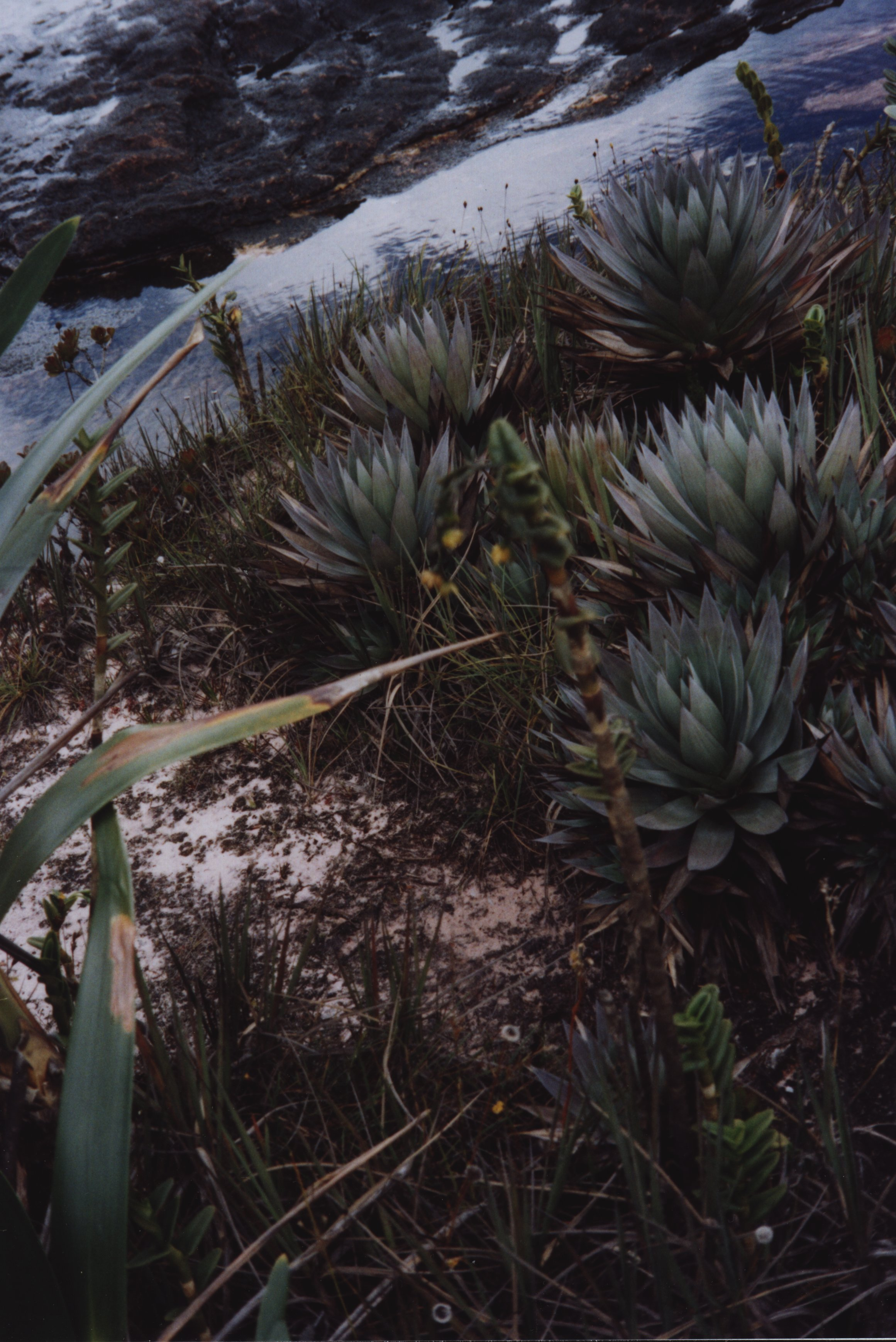